# Alain Plantefol
Pas d'image ? Cliquez ici

a Compétitions nationales et continentales officielles uniquement.

b Matchs officiels uniquement.
Alain Plantefol, né le 26 décembre 1942 à Colombes et mort le 23 juin 2022 à Agen, est un joueur international français de rugby à XV. En club, il a joué avec le Racing club de France puis le SU Agen.

## Biographie
Il a disputé son premier test match le 22 juillet 1967, contre l'Afrique du Sud, et son dernier test match fut contre le pays de Galles, le 22 mars 1969.
En 1967, il a effectué une tournée avec l'équipe de France en Afrique du Sud (3 test matchs disputés), alors qu'il jouait encore au Racing.
Il meurt dans la nuit du 22 au 23 juin 2022 à la clinique Saint-Hilaire d'Agen.

## Palmarès

### En club
Avec le Racing club de France
- Coupe Frantz-Reichel :
  - Champion (1) : 1961

Avec le SU Agen
- Champion de France de première division :
  - Champion (1) : 1976 (et capitaine)
- Challenge Yves du Manoir :
  - Finaliste (2) : 1970 et 1975

### En équipe nationale
- Tournoi des Cinq Nations :
  - Vainqueur avec Grand Chelem : 1968

## Statistiques en équipe nationale
- Sélections en équipe nationale : 11
- Sélections par année : 5 en 1967, 6 en 1968
- Tournois des Cinq Nations disputés : 1968 et 1969